# Halme cinctella
Halme cinctella là một loài bọ cánh cứng trong họ Cerambycidae.